# Jacob Rosanes

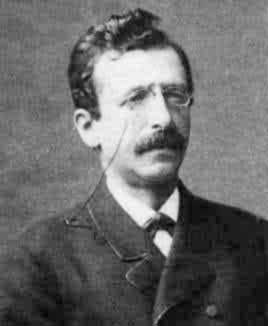
Jacob Rosanes

Jacob Rosanes (auch: Jakob Rosanes; * 16. August 1842 in Brody, Galizien; † 6. Januar 1922 in Breslau) war ein deutscher Mathematiker und Schachmeister. Als Hochschullehrer in Breslau befasste er sich mit Invariantentheorie und Algebraischer Geometrie.

## Leben

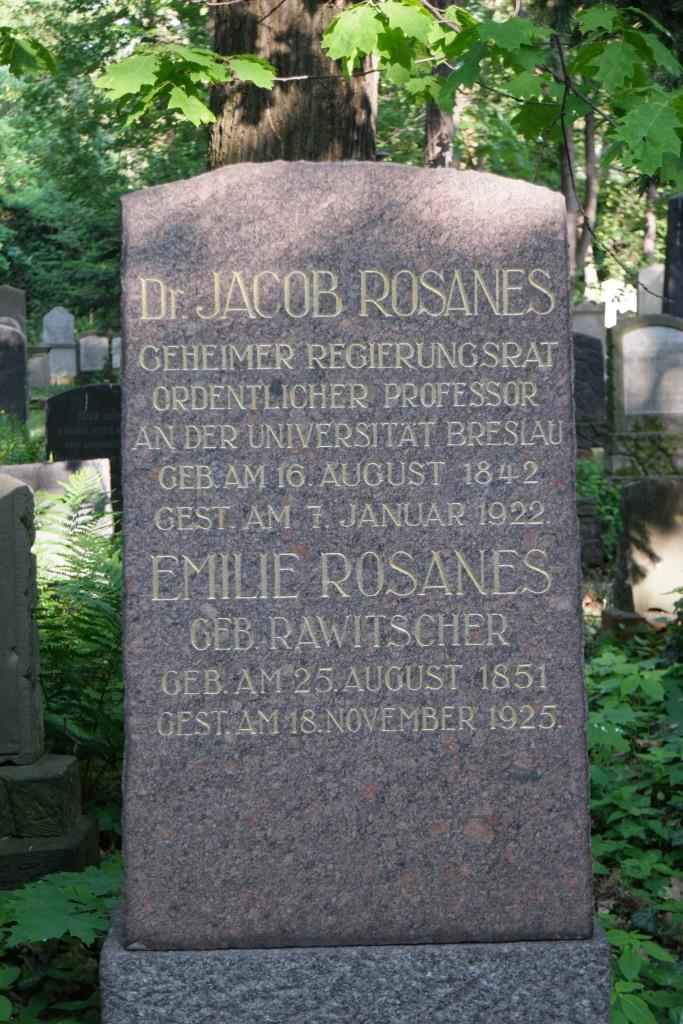
Grab von Jacob Rosanes auf dem Alten Jüdischen Friedhof in Breslau

In eine sephardische Familie geboren, besuchte Rosanes das (deutschsprachige) Gymnasium in Brody. Im Sinne des Vaters lernte er von 1856 bis 1858 in einem Breslauer Handelshaus. Nach zweijähriger Vorbereitung auf ein Studium an der Friedrich-Wilhelms-Universität Breslau studierte er ab 1860 Chemie. Unter dem Einfluss von Heinrich Schröter wandte er sich der Mathematik und Physik zu. Zu seinen Lehrern gehörten Rudolf Lipschitz, Paul Bachmann, Oskar Emil Meyer und Ferdinand Joachimsthal (1818–1861). Sein Consemester Moritz Pasch wurde ein enger Freund. Mit einer Doktorarbeit bei Heinrich Schroeter promovierte er 1865 zum Dr. phil.
Danach vorübergehend an der Friedrich-Wilhelms-Universität Berlin, habilitierte er sich 1870 in Breslau. 1873 erhielt er ein Extraordinariat und 1876 den Lehrstuhl für Mathematik. Im selben Jahr heiratete er Emilie Rawitscher. Seit 1897 Geh. Regierungsrat, wurde er für das akademische Jahr 1903/04 zum Rektor gewählt. In seiner „inspirierenden“ Rektoratsrede am 15. Oktober 1903 befasste sich mit der Entwicklung der Mathematik im 19. Jahrhundert. Didaktisch eher unbegabt, hatte er später berühmte Doktoranden wie Ernst Steinitz und Otto Toeplitz. 1911 wurde er emeritiert.

## Schach
Als passionierter Schachspieler schlug er 1862 Adolf Anderssen.